# Gene Krupa
Gene Krupa (15. ledna 1909 Chicago, Illinois, USA – 16. října 1973 Yonkers, New York, USA) byl americký bubeník a hudební skladatel.
Narodil se polským přistěhovalcům (otec se narodil v Polsku, matka polským rodičům v Pensylvánii) jako nejmladší z devíti dětí. Profesionálním hudebníkem se stal ve dvacátých letech. V roce 1934 vstoupil do skupiny Bennyho Goodmana. V roce 1956 natočil společné album s dalším bubeníkem Buddym Richem nazvané Krupa and Rich. Na albu se vedle nich podíleli například saxofonista Illinois Jacquet, trumpetista Dizzy Gillespie a klavírista Oscar Peterson. V roce 1962 spolu natočili další album Burnin' Beat.
Ovlivnil řadu pozdějších rockových bubeníků, mezi které patří Carmine Appice, Bill Ward, John Bonham nebo Neil Peart. Skladba „Krupa“ skupiny Apollo 440 byla pojmenována právě po něm.